# Municipalité de Birštonas
La municipalité de Birštonas (en lituanien : Birštono savivaldybė) est l'une des soixante municipalités de Lituanie. Son chef-lieu est Birštonas.

## Seniūnijos de la municipalité de Birštonas

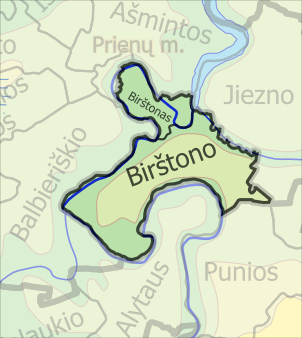
Seniūnijos de la municipalité de Birštonas

- Birštono seniūnija (Birštonas)